# Orobanche teucrii
Il succiamele del teucrio (nome scientifico Orobanche teucrii Holandre, 1835)  è una pianta parassita, appartenente alla famiglia delle Orobanchaceae.

## Etimologia
Il nome generico (Orobanche) deriva da due termini greci òrobos (= legume) e anchéin (= strozzare) e indicano il carattere parassitario di buona parte delle piante del genere di questa specie soprattutto a danno delle Leguminose (nell'antica Grecia questo nome era usato per una pianta parassita della "veccia" - Vicia sativa). L'epiteto specifico (teucrii) indica l'ospite parassitato: le specie del genere Teucrium.
Il binomio scientifico della specie è stato definito dal botanico francese Jean Joseph Jacques Holandre (1778-1857), nipote del naturalista Jean François Holandre (1753 - 1830), nella pubblicazione "Fl. Moselle, ed. I. ii. 322; F. Schultz, in Flora, xviii. (1835) 200." del 1835.

## Descrizione

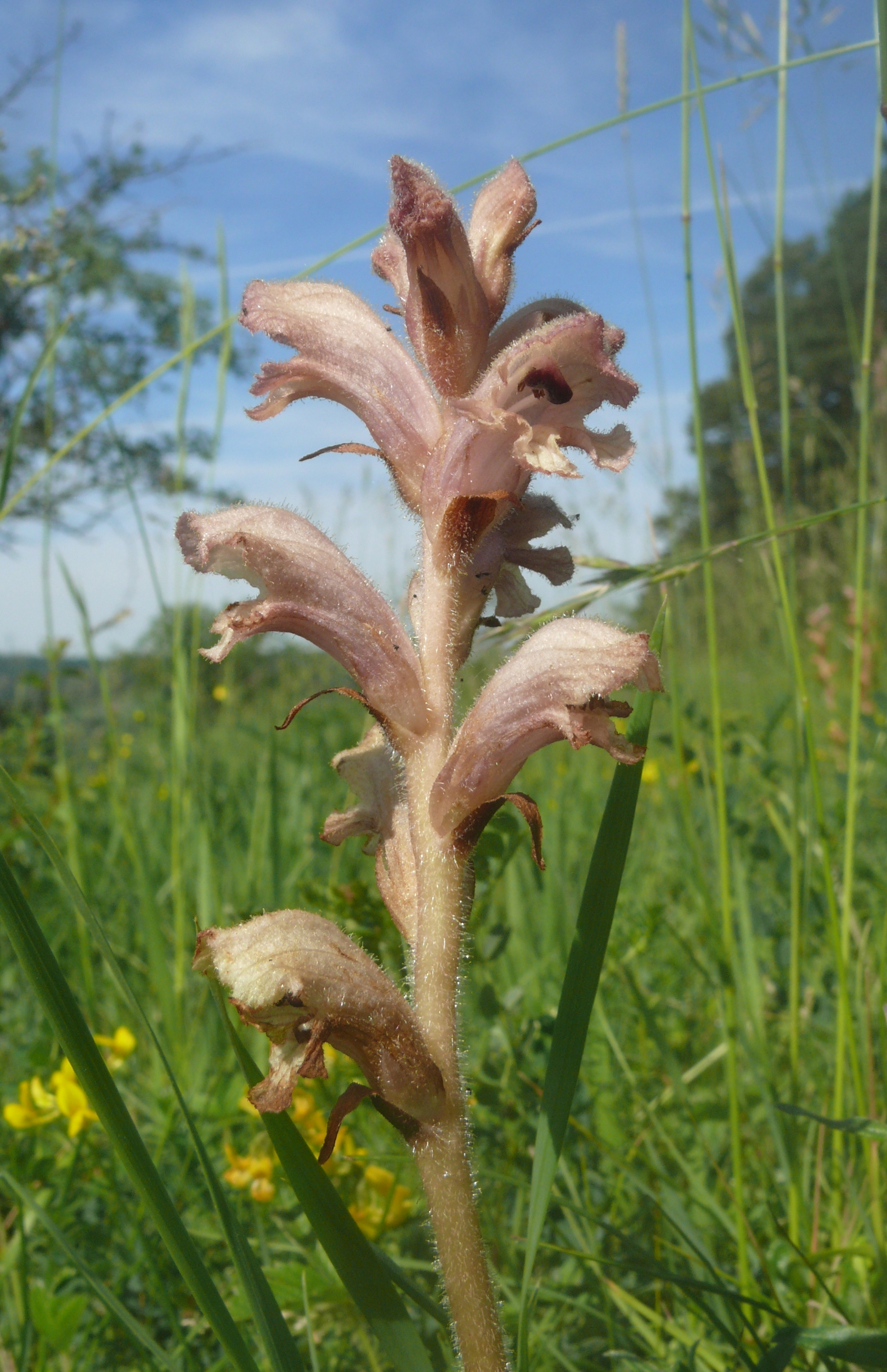
Habitat e habitus

Queste piante sono alte da 15 a 40 cm. La forma biologica è terofita parassita (T par), sono piante erbacee che differiscono dalle altre forme biologiche poiché, essendo annuali, superano la stagione avversa sotto forma di seme e sono munite di asse fiorale eretto e spesso privo di foglie. In questa specie sono presenti anche piante con forme biologiche perenni tipo geofite parassite (G par), sono piante provviste di gemme sotterranee e radici che mostrano organi specifici per nutrirsi della linfa di altre piante. Non contengono clorofilla per cui nel secco si colorano di bruno-chiaro.

### Radici
Le radici sono fascicolate e si diramano da un bulbo o rizoma centrale. Nella parte finale sono provviste di austori succhianti che parassitano l'apparato radicale delle piante ospiti.

### Fusto
La parte aerea del fusto è eretta, semplice (non ramosa) e densamente pubescente; la forma è cilindrica con superficie striata. Gli scapi terminali sono sempre fioriferi (mai sterili). 

### Foglie
Le foglie sono ridotte a delle squame spiralate ed hanno delle forme lanceolate o anche lanceolato-ovate. Dimensione delle foglie: lunghezza 8 – 15 mm.

### Infiorescenza

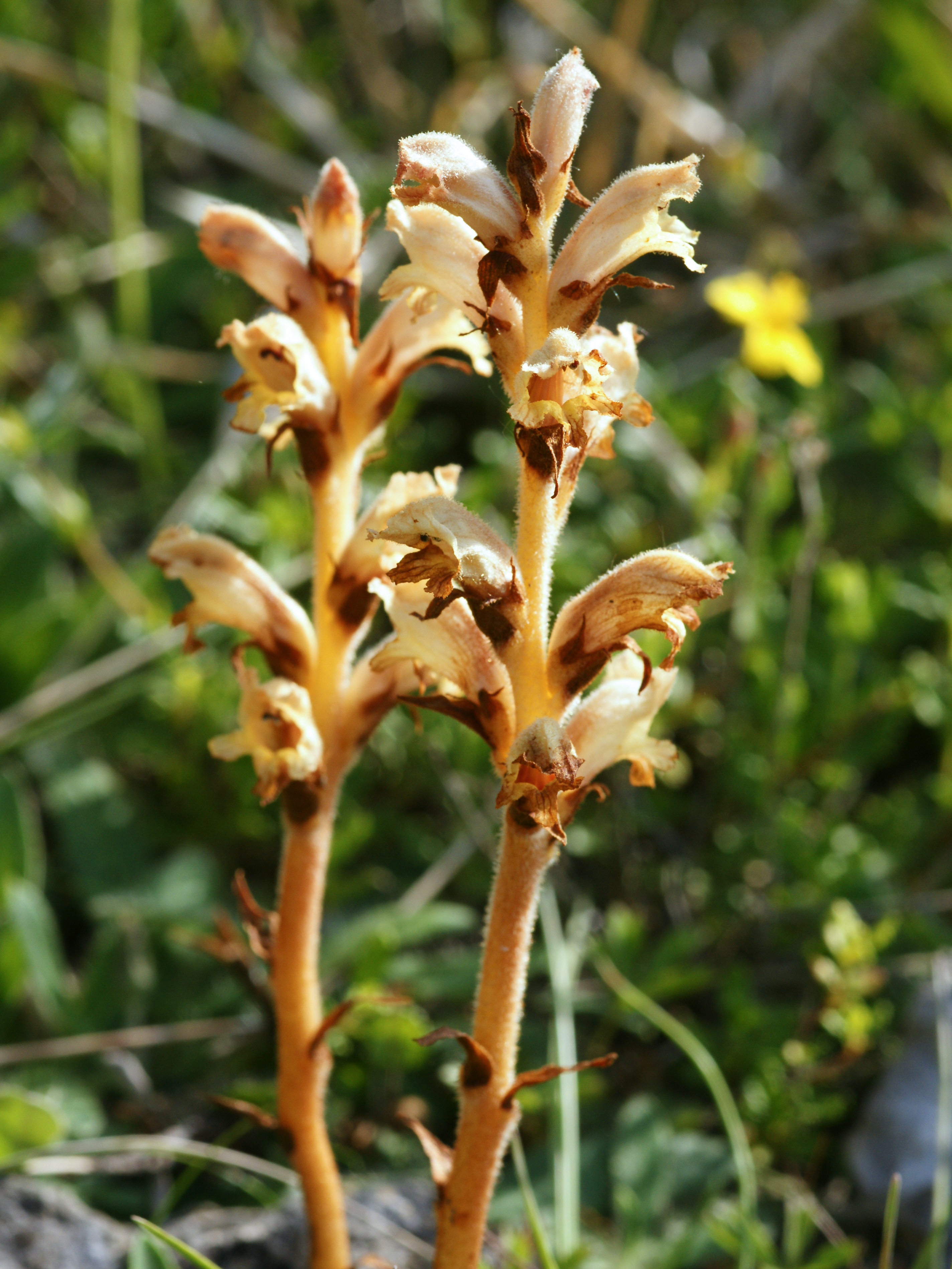
Infiorescenza

Le infiorescenze sono a forma di spiga o racemo. All'inizio dello sviluppo l'infiorescenza è densa e ovale, quindi in seguito si allunga distanziando i fiori. Le brattee dell'infiorescenza sono del tipo triangolare. Dimensione delle brattee: lunghezza da 14 – 16 mm.

### Fiore
I fiori sono ermafroditi, zigomorfi (del tipo bilabiato), tetrameri, ossia con quattro verticilli (calice – corolla - androceo – gineceo) e pentameri (la corolla è a 5 parti, mentre il calice anch'esso a 5 parti spesso è ridotto). In questa specie i fiori alla base sono avvolti da 3 elementi: in posizione centrale è presente una brattea; su entrambi i lati è presente una lacinia calicina profondamente bifida (non sono presenti le bratteole). Lunghezza totale del fiore: 18 – 30 mm.
- Formula fiorale: per questa pianta viene indicata la seguente formula fiorale:[5]

X, K (4/5), [C (2+3), A 2+2], G (2), (supero), capsula
- Calice: il calice è gamosepalo a 3 parti, ossia quattro sepali saldati 2 a 2 tipo lacinie ben separate o collegate alla base con apice molto acuminato, più una brattea centrale. Sulla superficie sono presenti tre venature.
- Corolla: la corolla, di tipo personato, è simpetala e consiste in un tubo cilindrico dal profilo dorsale rettilineo e terminante in un lembo bilabiato; dei due labbri quello superiore è intero e un po' retuso e a volte mucronato, mentre quello inferiore è trilobato con lobi più o meno uguali fra di loro; il lobo centrale è cigliato. La superficie della corolla è pubescente per peli chiari, ed è colorata di rosa con screziature purpureo-brunastre chiare. Dimensione della corolla: 18 – 22 mm.
- Androceo: l'androceo possiede quattro stami didinami (due grandi e due piccoli). I filamenti sono pelosi per tutta la lunghezza e sono inseriti a circa 1/4 - 1/3 dalla base della corolla. Le antere, glabre a forma oblunga, sono disposte trasversalmente e sono provviste di due logge più o meno uguali. Le sacche polliniche hanno l'estremità inferiore a forma di freccia.[6]
- Gineceo: l'ovario è supero formato da due (o tre) carpelli ed è uniloculare; le placente sono due o quattro di tipo parietale, a volte unite al centro e portanti un numero molto elevato di ovuli. Lo stilo è del tipo filiforme; lo stigma è capitato o del tipo a 2 - 4 lobi ed è colorato di purpureo e sporgente dalle fauci.
- Fioritura: da giugno a agosto.

### Frutti
Il frutto è una capsula loculicida a forma più o meno ovoidale. I semi, molti e minuti dalle dimensioni quasi microscopiche, contengono un embrione rudimentale indifferenziato e composto da poche cellule; sono colorati di nero.

## Riproduzione
- Impollinazione: l'impollinazione avviene tramite insetti (impollinazione entomogama).
- Riproduzione: la fecondazione avviene fondamentalmente tramite l'impollinazione dei fiori (vedi sopra).
- Dispersione: i semi cadendo a terra (dopo essere stati trasportati per alcuni metri dal vento – disseminazione anemocora) sono successivamente dispersi soprattutto da insetti tipo formiche (disseminazione mirmecoria).

## Biologia
Queste piante non contengono clorofilla per cui possiedono organi specifici per nutrirsi della linfa di altre piante. Le loro radici infatti sono provviste di uno o più austori connessi alle radici ospiti per ricavare sostanze nutritive. Inoltre il parassitismo di Orobanche teucrii è tale per cui anche i semi per germogliare hanno bisogno della presenza delle radici della pianta ospite; altrimenti le giovani piantine sono destinate ad una precoce degenerazione.
Normalmente le specie di questa voce sono parassite del genere Teucrium (famiglia "Labiate").

## Distribuzione e habitat

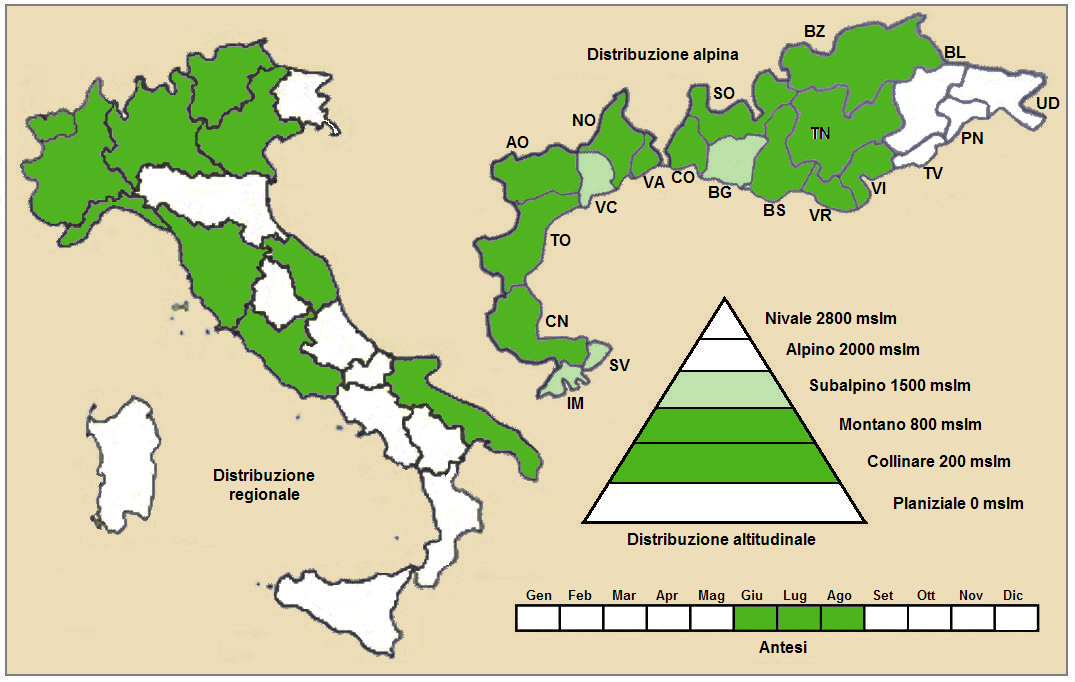
Distribuzione della pianta
(Distribuzione regionale – Distribuzione alpina)

- Geoelemento: il tipo corologico (area di origine) è Orofita - Sud Europeo.
- Distribuzione: In Italia è una specie rara e si trova solamente al Nord. Nelle Alpi è ovunque presente. Sugli altri rilievi europei collegati alle Alpi si trova nei Vosgi, Massiccio del Giura, Massiccio Centrale, Pirenei, Alpi Dinariche, Monti Balcani e Carpazi.[11] Nel resto dell'Europa si trova soprattutto nell'areale mediterraneo (escluda la Grecia ma compresa l'Ucraina). È presente anche nel Magreb occidentale.[12]
- Habitat:  l'habitat più comune sono le aree nelle quali vegetano le specie del genere Teucrium; ma anche le praterie rase, i prati e i pascoli aridi dal piano collinare a quello montano. Il substrato preferito è calcareo ma anche calcareo/siliceo con pH basico, bassi valori nutrizionali del terreno che deve essere arido.[11]
- Distribuzione altitudinale: sui rilievi queste piante si possono trovare da 200 fino a 1600 m s.l.m.; frequentano quindi i seguenti piani vegetazionali: collinare, montano e in parte quello subalpino.

### Fitosociologia
Dal punto di vista fitosociologico Orobanche teucrii appartiene alla seguente comunità vegetale:
Formazione : comunità a emicriptofite e camefite delle praterie rase magre secche
Classe : Festuco-Brometea

## Tassonomia
La famiglia di appartenenza della specie (Orobanchaceae) comprende soprattutto piante erbacee perenni e annuali semiparassite (ossia contengono ancora clorofilla a parte qualche genere completamente parassita) con uno o più austori connessi alle radici ospiti. È una famiglia abbastanza numerosa con circa 60 - 90 generi e oltre 1700 - 2000 specie (il numero dei generi e delle specie dipende dai vari metodi di classificazione) distribuiti in tutti i continenti.
La classificazione del genere Orobanche è problematica in quanto le varie specie differiscono una dall'altra per piccoli caratteri soprattutto nella forma del calice-corolla e per i vari colori delle parti floreali che presto tendono al bruno appena la pianta "entra" nel secco. Molte specie hanno una grande specificità dell'apparato radicale per cui una possibile distinzione è possibile tramite l'individuazione della pianta parassitata (vedi il paragrafo "Biologia").

### Filogenesi
Secondo una recente ricerca di tipo filogenetico la famiglia Orobanchaceae è composta da 6 cladi principali nidificati uno all'interno dell'altro. Il genere Orobanche si trova nel terzo clade (relativo alla tribù Orobancheae) insieme ai generi Boschniakia C. A. Mey. ex Bong. 1833, Cistanche Hoffmans. & Link 1809, Conopholis
Wallr.1825, Epifagus Nutt. 1818, Eremitilla Yatsk. & J. L. Contr., 2009, Kopsiopsis (Beck) Beck 1930, Mannagettaea Harry Sm.
1933. Orobanche è monofiletico e rappresenta il core del clade ed è “gruppo fratello” del genere Mannagettaea e quindi di tutto il resto del gruppo.
All'interno del genere Orobanche la specie Orobanche teucrii appartiene alla sezione Orobanche L. caratterizzata soprattutto dalla forma del calice a tre parti ossia quattro sepali saldati 2 a 2 tipo lacinie ben separate o collegate alla base, più una brattea. L'altra sezione presente in Italia (Trionychon Wallr.) è caratterizzata dal calice diviso in 5 parti: in posizione centrale è presente una brattea, mentre su entrambi i lati sono presenti una bratteola lineare e una lacinia calicina profondamente bifida.

### Sinonimi
Questa entità ha avuto nel tempo diverse nomenclature. L'elenco seguente indica alcuni tra i sinonimi più frequenti:
- Catodiacrum rubidum Dulac
- Orobanche atrorubens F.W.Schultz
- Orobanche congesta Rchb. f.

## Altre notizie
L'orobanche del camedrio in altre lingue è chiamato nei seguenti modi:
- (DE)  Gamanderl-Sommerwurz o Gamander-Würger
- (FR)  Orobanche de la germandrée
- (EN)  Thistle Broomrape